# Isonkivenletto (klippa)
Isonkivenletto är en ö i Finland. Den ligger i Bottenviken och i kommunen Uleåborg i den ekonomiska regionen  Uleåborgs ekonomiska region i landskapet Norra Österbotten, i den norra delen av landet. Ön ligger omkring 27 kilometer nordväst om Uleåborg och omkring 550 kilometer norr om Helsingfors.
Öns area är 1,1 hektar och dess största längd är 270 meter i öst-västlig riktning. Närmaste större samhälle är Haukipudas, 15,6 km öster om Isonkivenletto.